# Zee Avi
Izyan Alirahman (1986 en Miri, Sarawak), conocida artísticamente como Zee Avi. Es una cantante y compositora malaya, actualmente reside en Kuala Lumpur. Además ha realizado estudios como en la American InterContinental University en Londres, Reino Unido. En 2007 todos sus videos musicales han sido descargados por medio de YouTube, siendo una de las artistas más vistas por el público o sus seguidores. En 2009 ella interpreta junto a Pete Yorn, un tema musical durante una gira del tour was at the Music Box organizado en el teatro de Hollywood, California en los Estados Unidos. También ha sido escuchada una de sus canciones tituladas "Monte", en la finalización de la serie televisiva estadounidense de Private Practice. 

## Discografía
- Zee Avi (2009) Su álbum debut se posicionó #130 en US Billboard Hot 200 Chart y #2 US Billboard Top Heatseekers Chart, vendiendo 6,000 copies en USA en sus primeras 2 semanas desde el lanzamiento (9 de junio de 2009), acorde a Nielsen SoundScan.[1]
- Su primer sencillo "Bitter Heart" estuvo 3 semanas en Japan's Top 100 Singles . Entró en el ranking en el puesto 82 y subió al 63, donde se mantuvo por 2 semanas.[2]

## Videos musicales
- Zee Avi - "LIVE in SINGAPORE" - Movida - First of the Gang to Die (Morrissey)
- Zee Avi - "LIVE in SINGAPORE" - Movida - Monte
- Zee Avi - "LIVE in SINGAPORE" - Movida - Just You And Me
- Zee Avi - "LIVE in SINGAPORE" - Movida - Darlin' It Ain't Eas
- Zee Avi - "LIVE in SINGAPORE" - Movida 2009 - Poppy
- Zee Avi - "LIVE in SINGAPORE" - Movida 2009 - I Am Me Once More
- Zee Avi - "LIVE in SINGAPORE" - Movida 2009 - Honey Bee
- Zee Avi - "LIVE in SINGAPORE" - Movida 2009 - Bitter Heart
- Zee Avi - "LIVE in SINGAPORE" - Movida 2009 - The Traveller
- Zee Avi - "LIVE in SINGAPORE" - Movida 2009 - Kantoi